# Tetraphenylmethan
Tetraphenylmethan wurde in den Jahren 1896/1897 vom Chemiker Moses Gomberg zusammen mit Adolf von Baeyer, Johannes Thiele und Victor Meyer erstmals synthetisiert. Von Tetraphenylmethan abgeleitete Verbindungen dienen heute als Material für OLEDs.
Strukturell ähnliche Verbindungen sind z. B. Triphenylmethan und Natriumtetraphenylborat.

## Darstellung und Gewinnung
Die Synthese von Tetraphenylmethan erfolgt in einer dreistufigen Synthese. Im ersten Schritt erfolgt eine Friedel-Crafts-Alkylierung von Aniliniumchlorid mit Triphenylmethanol. Danach wird das Zwischenprodukt diazotiert. Die Zielverbindung ergibt sich dann durch eine Reduktion mit Phosphinsäure.

## Eigenschaften
Tetraphenylmethan bildet farblose Kristalle, die bei 285 °C mit einer Schmelzenthalpie von 48,28 kJ·mol−1 schmelzen. Die Verbindung neigt schon bei Temperaturen ab 90 °C zur Sublimation. Die Dampfdruckfunktion ergibt sich nach August entsprechend ln(P) = A+B/T (P in Pa, T in K) mit A = 38,02 und B = −16280 im Temperaturbereich von 90 °C bis 115 °C. Die Sublimationsenthalpie beträgt 135,4 kJ·mol−1. Die Verbindung liegt in einem tetragonalen Kristallgitter vor.